# Sceloporus ornatus
Sceloporus ornatus (прикрашена колюча ігуана) — вид ігуаноподібних ящірок родини фриносомових (Phrynosomatidae). Мешкає в Мексиці і США.

## Поширення і екологія
Прикрашені колючі ігуани мешкають в Техасі та у мексиканських штатах Нуево-Леон і Коауїла. Вони живуть в чагарникових заростях та серед скель. Відкладають яйця.

## Збереження
МСОП класифікує стан збереження цього виду як близький до загрозливого. Sceloporus ornatus загрожує знищення природного середовища.